# Europäische Geisteswissenschaftliche Universität

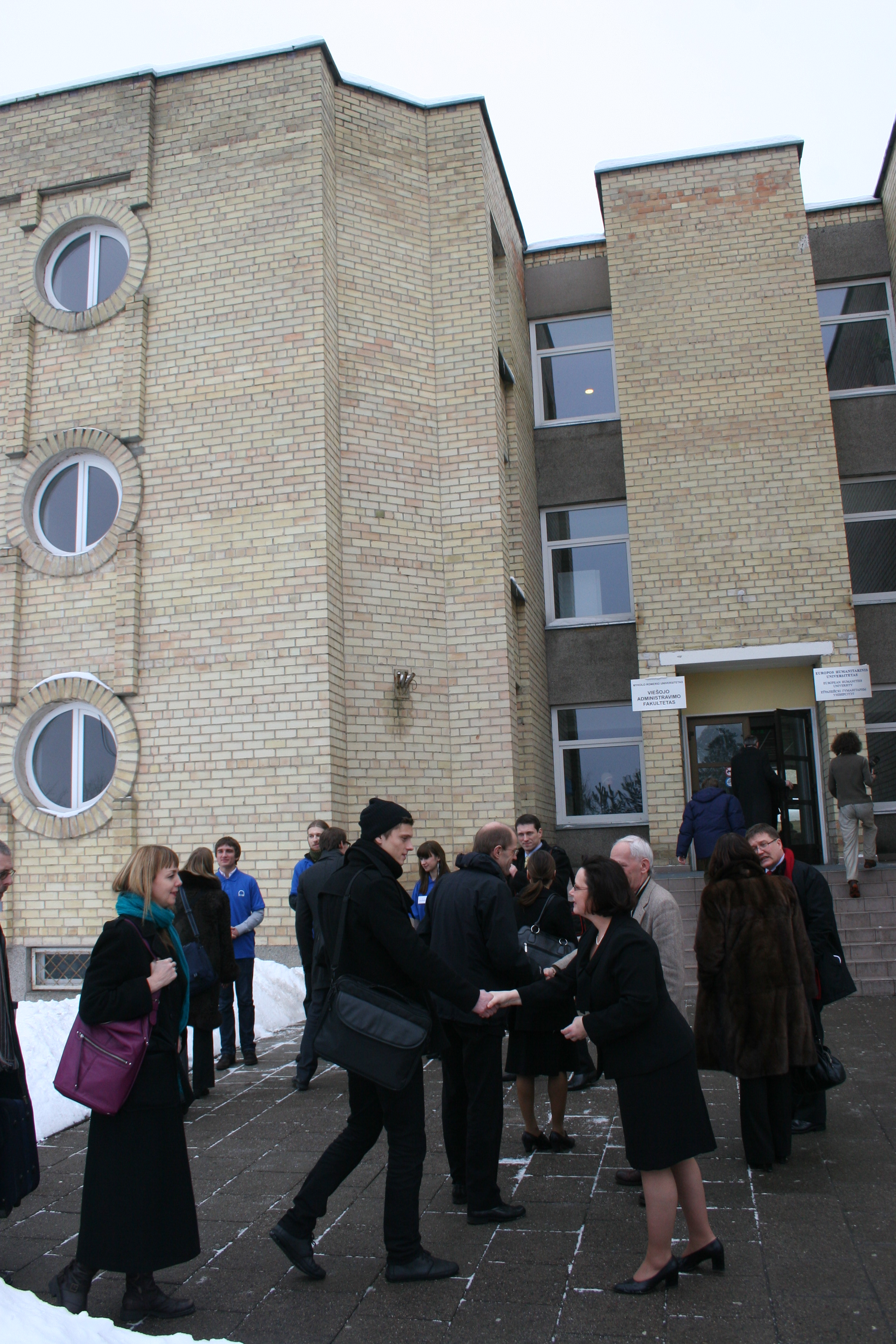
Die Universität in Vilnius

Die Europäische Geisteswissenschaftliche Universität oder Europäische Humanistische Universität (litauisch Europos humanitarinis universitetas, belarussisch Еўрапейскі гуманітарны ўніверсітэт, russisch Европейский гуманитарный университет, englisch European Humanities University) ist eine staatlich anerkannte private Universität in Litauen. Die ungefähr 1600 Studierenden kommen größtenteils aus Belarus.
Die Unterrichtssprache der meisten Veranstaltungen ist Russisch.

## Geschichte
Die EHU wurde 1992 in Minsk als Privatuniversität vom Philosophen Anatoli Michailow gegründet, um nach dem Kollaps der UdSSR einen ideologiefreien Ort für die Wissenschaft zu schaffen. Unterrichtet wurde auf Russisch, Englisch, Französisch oder Deutsch.
Im Juni 2005 ist die EHU von Belarus (wo sie 2004 aus politischen Gründen geschlossen wurde) nach Vilnius übergesiedelt und wird dort als vorläufige Exiluniversität geführt.

## Profil
Die EHU bietet Bachelor-, Master- und Doktorandenprogramme in Sozial-, Geistes- und Rechtswissenschaften an.

## Studenten und Lehre
An der EHU studieren zurzeit etwa 1800 Studenten, davon knapp 700 am Standort Vilnius. Die restlichen 1100 Studenten nutzen die Möglichkeit des Fernstudiums. Somit ist die EHU die größte belarussische Fernuniversität.
In Belarus arbeiten die Absolventen und Studenten als Forscher, Anwälte oder Journalisten. Von Belarus aus absolvieren zwei Drittel aller Studierenden der EHU Fernstudienprogramme. Diese werden auf der weltweit eingesetzten Onlineplattform Moodle angeboten. Das andere Drittel studiert und lebt in Vilnius.
Der Campus der EHU befindet sich nur 35 Kilometer von der Grenze entfernt. So können Studenten auch an Seminaren auf dem Campus teilnehmen. In Zusammenarbeit mit der litauischen Regierung erhalten die Studierenden der EHU Aufenthaltsgenehmigungen für ihr Studium in Litauen.

## Kooperationen
Seit ihrer Gründung knüpft die EHU zahlreiche Kooperationen mit deutschen Institutionen wie dem Goethe-Institut und dem Deutschen Akademischen Austauschdienst (DAAD). Nach dem Umzug wurden diese Kooperationen wiederbelebt und trugen dazu bei, dass die EHU erneut ein Zentrum für Deutschlandstudien aufbauen konnte. Dieses Zentrum soll in naher Zukunft zu einem regionalen Exzellenzzentrum für deutsche Sprache, Kultur, Geschichte und Philosophie werden.
Bis heute ist die Universität auf Spenden angewiesen.

## Lehrer
- Felix Ackermann (* 1978), Historiker, DAAD-Associate Professor for Applied Humanities (2011–2016)
- Gabija Grigaitė-Daugirdė (* 1982), Justizpolitikerin, Vizeministerin